# Zarah Leander
Zarah Stina Leander (Karlstad, 15 maart 1907 - Stockholm, 23 juni 1981) was een bekende Zweedse zangeres en actrice. Haar geboortenaam was Sara Stina Hedberg.

## Biografie

### Jeugd
Zarah Leander studeerde als kind al piano en viool en zong voor de eerste keer op het toneel toen ze 6 jaar oud was. Als tiener woonde ze twee jaar in Riga (1922-1924), leerde Duits, werkte als secretaresse, trouwde met Nils Leander en kreeg twee kinderen (1927 en 1929). Ze kreeg werk als amateur in het Ernst Rolf-cabaret dat rondtoerde en zong voor de eerste keer het lied 'Vil ni se en stjärna' (Wil je geen ster zien?), dat spoedig haar handelsmerk zou worden.

### Carrière
In 1930 nam ze deel aan vier cabarets in de hoofdstad Stockholm, maakte ze haar eerste platen, inclusief een cover van Marlene Dietrichs 'Ich bin von Kopf bis Fuss auf Liebe eingestellt', en speelde een filmrol. Het was als operettezangeres, als Hanna Glawari in Franz Lehárs Die lustige Witwe, dat ze definitief doorbrak (1931). Tegen die tijd was ze gescheiden van Nils Leander. In de jaren daarna maakte zij een glorieuze carrière en was een gevierde toneel- en filmartieste in Scandinavië. Haar roem snelde vanaf het Europese continent naar Hollywood, waar enkele Zweedse acteurs en filmregisseurs werkten. Haar bijzondere stemgeluid heeft daar zeker aan bijgedragen, een meeslepende contra-alt. Gedurende de Tweede Wereldoorlog was ze zeer populair, vooral in Duitsland, waar ze voor de Duitse filmindustrie (UFA) werkte en tot eind 1942 woonde. Haar rol gedurende deze periode was niet onomstreden. Na aanvankelijke problemen kon ze echter na de oorlog haar carrière vanuit Zweden voortzetten. Ze overleed op 74-jarige leeftijd aan een beroerte.
- Bibsys: 90820352
- Bibliothèque nationale de France: cb139370442 (data)
- Gemeinsame Normdatei: 118570471
- International Standard Name Identifier: 0000 0000 5514 5099
- KulturNav: 8e489e65-c718-4bc8-8d44-21921ef7e7b7
- Library of Congress Control Number: n80093401
- Nationale Bibliotheek van Letland: 000115321
- MusicBrainz: d3353e72-41cf-40df-a61a-ba7982557c2b
- Nationale Bibliotheek van Tsjechië: pna2007397498
- Nationale Bibliotheek van Israël: 987007461580305171
- Nationale Bibliotheek van Polen: a0000002543931
- Nederlandse Thesaurus van Auteursnamen: 071320105
- Réseau des bibliothèques de Suisse occidentale: 02-A003504907
- Istituto Centrale per il Catalogo Unico: LIGV022582
- LIBRIS: 258295
- SNAC: w6b03bm8
- Système universitaire de documentation: 084133899
- Virtual International Authority File: 51879117
- WorldCat: E39PBJkdgHjJ94hmCc4xCfGPwC